# IUSM i friidrott
IUSM i friidrott står för inomhusungdoms-SM i friidrott. Tävlingen är för åldersgrupperna P/F15 och P/F16.

## Arrangörsorter
- 2008 - Stockholm
- 2007 - Malmö
- 2006 - Västerås